# Peace in a Time of War
Peace in a Time of War è il primo album in studio del gruppo musicale SOJA, pubblicato nel 2002.

## Tracce
1. Revolution – 5:01
2. Reality – 5:04
3. Non-Partial, Non Political – 4:49
4. Look Within – 4:27
5. Rasta Courage – 4:47
6. Peace in a Time of War – 3:22
7. Creeping In – 3:29
8. Brothers & Sisters – 4:13
9. True Love – 4:17
10. Jah Atmosphere – 4:44
11. Mother Earth – 3:32
12. Forgive, Don't Forget – 5:43
13. Did You Ever – 4:00
14. Time Come Due – 3:55
15. The End – 6:17